# Ісакова (Алапаєвський міський округ)
Іса́кова (рос. Исакова) — присілок у складі Алапаєвського міського округу (Верхня Синячиха) Свердловської області.
Населення — 81 особа (2010, 95 у 2002).
Національний склад населення станом на 2002 рік: росіяни — 87 %.